# Alexandre-Angélique de Talleyrand-Périgord
Alexandre-Angélique de Talleyrand-Périgord (18. října 1736 v Paříži – 20. října 1821 tamtéž) byl francouzský římskokatolický kněz, arcibiskup v Remeši (1777–1816) a arcibiskup pařížský (1817–1821). V roce 1817 byl jmenován kardinálem. Byl vyznamenán Řádem sv. Ducha. Jeho synovcem byl politik Charles Maurice de Talleyrand-Périgord.

## Život
Talleyrand-Périgord studoval v jezuitské koleji v La Flèche, v kněžském semináři Saint-Sulpice v Paříži a právnickou fakultu v Remeši. V roce 1761 byl vysvěcen na kněze a v roce 1762 se stal generálním vikářem ve verdunské diecézi. 27. prosince 1766 byl jmenován biskupem koadjutorem pro remešské arcidiecézi a 27. října 1777 se stal tamním arcibiskupem.
V roce 1789 se zapojil do politiky, když se zúčastnil jako zástupce duchovního stavu zasedání generálních stavů. V roce 1790 emigroval do ciziny a působil v Cáchách, Výmaru a Braunschweigu. Do Francie se vrátil v roce 1814, ale po útěku Napoleona z ostrova Elby a během Stodenního císařství následoval Ludvíka XVIII. do exilu v Gentu.
V roce 1815 se stal členem komory pairů, horní komory francouzského parlamentu a jednoho z předchůdců Senátu. V roce 1817 se stal hlavním tvůrcem konkordátu s Vatikánem a papež Pius VII. jej dne 28. července téhož roku jmenoval kardinálem. Dne 1. října 1817 byl jmenován pařížským arcibiskupem.

### Reference

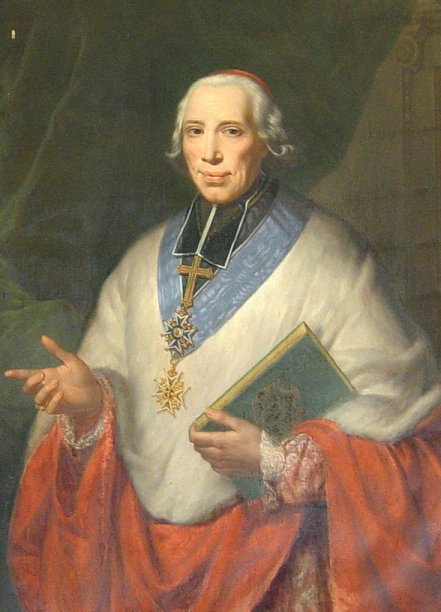
Alexandre-Angélique de Talleyrand-Périgord